# Non x soldi (singolo)
Non x soldi è un singolo del cantautore italiano AKA 7even e del produttore discografico italiano Junior K, pubblicato il 2 maggio 2025 come primo estratto dal secondo EP omonimo.

## Descrizione
Il brano, scritto dallo stesso cantautore con Alessandro Caiazza e Vito Petrozzino, è prodotto dallo stesso AKA 7even con Umberto Odoguardi, in arte Junior K, e Noya.

## Tracce
Testi di Luca Marzano, Alessandro Caiazza e Vito Petrozzino, musiche di Luca Marzano, Mattia Villano e Umberto Odoguardi.
1. Non x soldi – 2:39